# Hwang Sol-gyong
Hwang Sol-gyong (* 9. Januar 1997) ist eine nordkoreanische Eishockeyspielerin.
Sie vertrat die nordkoreanische Frauennationalmannschaft bei den Weltmeisterschaften der Jahre zwischen 2017 und 2019 der Division IIA.
Bei den Olympischen Winterspielen 2018 in Pyeongchang bildeten Nord- und Südkorea eine gemeinsame Eishockeymannschaft der Frauen. Hwang Sol-gyong gehörte als eine von zwölf Nordkoreanerinnen zum 35-köpfigen Kader. Da jedoch nur 22 Spielerinnen zum Einsatz kommen durften, blieb sie ohne Einsatz.